# Корейский заяц
Корейский заяц (лат. Lepus coreanus) — вид рода Lepus из отряда зайцеобразных.

## Распространение
Ареал: Китай (провинция Гирин), Корейская Народно-Демократическая Республика, Республика Корея. Занимает разные местообитания, поднимаясь из равнин в горы, где, в основном, предпочитает заросли кустарников.

## Поведение
Как и все зайцы ест в основном травянистые растения.

## Морфологические признаки

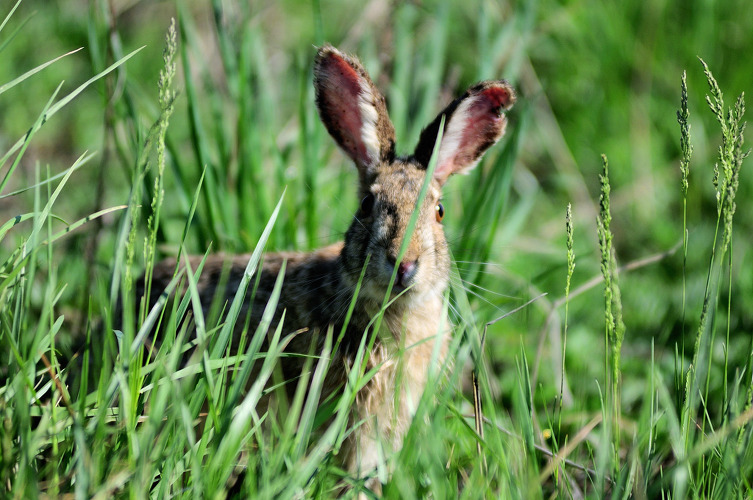
Корейский заяц, фото 2010 г.

Взрослый корейский заяц весит 2,1—2,6 кг, длина тела составляет 45—54 см, хвост около 5 см и уши 7,6—8,3 см длиной. Мех от светло-коричневого до красновато-коричневого с чёрной струйчатостью, брюхо светлое.